# Storia dell'Egitto ayyubide
La storia dell'Egitto ayyubide, iniziata dopo la fine della dominazione fatimide, s'impersonifica nella figura di Saladino (Salāh al-Dīn ibn Ayyūb) che, nell'ultimo periodo fatimide, era diventato visir in Egitto, grazie alla potenza espressa da Norandino (Nūr al-Dīn ibn Zankī) per il tramite del suo generale Shīrkūh.
All'improvvisa morte del comandante curdo di Norandino (23-3-1169) il comando delle truppe zengidi in Egitto, col beneplacito di quest'ultimo, passò al nipote di Shīrkūh: Saladino, appunto.

L'uomo era dotato di straordinarie qualità, umane, culturali e militari che gli fecero guadagnare la più rispettosa considerazione dei suoi stessi avversari Crociati e di una certa letteratura britannica ottocentesca (Sir Walter Scott innanzi tutto) che diffusero ampiamente la sua fama nell'Occidente cristiano fino ai nostri giorni.

Finché visse il suo signore, Saladino non ruppe mai il suo vincolo di subordinazione al sovrano zengide, amministrando per suo conto l'Egitto dopo aver provveduto a dichiarare estinta la dinastia fatimide dopo la morte nel settembre del 1171 dell'ultimo Imām, al-‘Adīd, facendo formale atto di ubbidienza spirituale al sunnita califfo abbaside al-Mustadi'.

Quando però Norandino a sua volta morì (15 maggio 1174) nulla più trattenne il suo generale curdo dal rivendicare la più completa indipendenza e dal cercare anzi di sottomettere al proprio controllo i possedimenti zangidi ereditati nel frattempo dai figli del suo defunto signore: Aleppo e Mosul.
(Per la vita del primo sultano ayyubide si veda Saladino)

## al-Malik al-Kāmil
Il personaggio che più sembra abbia ereditato le doti di fermezza e di moderazione politica tipiche di Saladino e di suo fratello Safedino (che regnò dopo la morte di Saladino fino al 1218) sembra sia stato suo nipote al-Malik al-Kāmil, figlio di Safedino, che regnò in Egitto nel ventennio che va dal 1218 al 1238.
Nel corso del suo sultanato si svolse la Quinta Crociata, i cui guerrieri s'erano già attestati il 29 maggio del 1218 a Damietta (Dumyāt) nel corso dell'ultimo anno di regno di Safedino, in attesa dei rinforzi che sarebbero dovuti giungere con l'Imperatore Federico II di Hohenstaufen.
Dopo alterne vicende, caratterizzate dall'oltranzismo ideologico dei guerrieri cristiani, dall'inaffidabilità e dall'insipienza strategica e tattica dei suoi capi, nel 1221 i Crociati furono accerchiati dalle forze ayyubidi e costretti alla resa e al reimbarco.
Nel 1238 al-Malik al-Kāmil morì quando già ai suoi confini premevano con forza le orde corasmie, che vagabondavano in seguito alla disfatta subita nel 1219 dal Khwārezmshāh ʿAlāʾ al-Dīn Muhammad ad opera del mongolo Gengis Khan, dedicandosi a saccheggi efferati e offrendosi come mercenari ai vari signorotti siriani, anatolic i e mesopotamici.

## al-Sālih Ayyūb
A lui succedette il figlio al-Sālih Najm al-Dīn Ayyūb che, già da erede del sultanato, aveva provveduto ad arruolare un buon numero di questi sbandati corasmi e un gran numero di schiavi ( mamlūk ) turchi e circassi.
Con essi riuscì a deporre suo fratello al-ʿĀdil II nel 1240 e a regnare in Egitto al suo posto, prima di lanciare le sue truppe, condotte dal suo schiavo qïpčaq Baybars al-Bunduqdārī e dal corasmio Husām al-Dīn Berke (Baraka) Khān, contro i suoi parenti siriani e riunificare gli sparsi domini ayyubidi con la vittoria di al-Harbiyya del 18-10-1244.
L'anno successivo formazioni irregolari corasmie attaccavano però lo stesso al-Sālih Ayyūb, deluse per il mancato saccheggio di Damasco, impeditogli dal loro signore. Prima di piombare sul sultano ayyubide, i Corasmi passavano per Gerusalemme devastandola, riesumando e oltraggiando persino i corpi dei re crociati della città santa sepolti nella Basilica del Santo Sepolcro, dopo aver massacrato 30 000 abitanti cristiani, venduti un numero imponente come schiavi ed esiliando i restanti sopravvissuti.
Ciò portò all'alleanza fra al-Sālih Ayyūb e il suo parente di Aleppo, al-Malik al-Nāsir Salāh al-Dīn Yūsuf ed entrambi travolsero i Corasmi fra Aleppo e Hims il 26-5-1246 mentre in Europa veniva tardivamente organizzata la Settima Crociata da re Luigi IX di Francia, presto risoltasi in un totale disastro per l'insipienza militare del "re santo" francese che fu addirittura preso prigioniero e riscattato solo con il denaro fornito dai Templari.
Prima di tale epilogo al-Sālih Ayyūb moriva, ma suo figlio ed erede, al-Muʿazzam Turānshāh, era ancora impubere e impossibilitato a succedergli. Il potere fu assunto informalmente dai suoi Mamelucchi e dalla sua vedova Shajar al-Durr, col capo mamelucco al-Mu'izz 'Izz al-Din Aybak in veste di atabeg (tutore) del figlio. Aybak, poco dopo, sposò Shajar al-Durr, intese dare una parvenza di legittimità alla sua assunzione di fatto del potere.